# スズキ亜目
スズキ亜目（学名：Percoidei）は、スズキ目に所属する魚類の分類群の一つ。魚類で最多の約10,000種を抱えるスズキ目の中でも最大のグループで、3上科79科の下に少なくとも549属3,176種が含まれる。

## 概要
スズキ亜目はスズキ目に所属する20亜目の中で最も大きな一群であり、スズキ目全体の3割以上の魚類が記載される。スズキ目に含まれる160科のうち、約半数に当たる79科が本亜目に所属する。3上科に細分されるが、アカタチ上科（Cepoloidea）はアカタチ科のみ、Cirrhitoidea 上科はタカノハダイ科・ゴンベ科など5科だけを含み、残る73科はすべてスズキ上科（Percoidea）に分類される。
最も多くの魚種を含むのはハタ科（450種超）で、テンジクダイ科（約270種）がこれに続き、以下ニベ科・ペルカ科・イサキ科・アジ科・チョウチョウウオ科・メギス科・タイ科・フエダイ科の順に大きなグループとなっている。これらの上位10科はいずれも100種以上を含み、合計1,965種はスズキ亜目全体の62%を占める。その一方で26科は1属のみで構成され、そのうちスギ科・ギンカガミ科などの10科は、1属1種の単型となっている。
スズキ亜目の魚類はその多くが海水魚で、純粋な淡水魚はおよそ380種（全体の1割強）に過ぎず、その半数はペルカ科に所属する。

## 形態
スズキ亜目の魚類は形態の多様性が著しく、すべてのグループに共通する点を示すことはできない。原棘鰭上目や骨鰾上目など、下位の真骨類と比較した場合には、概ね以下の表に示すような形態学的特徴を挙げることができる。これらの特徴の多くは、棘鰭上目の他のグループにも共通するもので、本亜目に限られた形質ではない。また、あくまでも一般的な傾向であり、例外も多数存在する。
|                      | 下位真骨類                         | スズキ亜目                                 |
| 鰭の棘条             | いずれの鰭にも欠く                 | 背鰭・臀鰭・腹鰭に棘条をもつ               |
| 腹鰭                 | 腹の位置にあり、軟条は6本以上      | 胸の位置にあり、1棘5軟条                   |
| 胸鰭                 | 基底は水平で、腹部に近い部位にある | 基底は垂直で、体の側面に位置する           |
| 尾鰭                 | 主鰭条は18-19本であることが多い    | 主鰭条は17本以下で、さらに少ないことが多い |
| 上顎を縁取る骨       | 主に主上顎骨、一部は前上顎骨       | 前上顎骨                                   |
| 眼窩蝶形骨・中烏口骨 | 存在する                           | 存在しない                                 |
| 鱗                   | 円鱗                               | 櫛鱗                                       |
| 鰾                   | 有気管鰾                           | 無気管鰾                                   |

## 分類
スズキ目をいくつかの目に細分する分類法もあり、その場合にはここに挙げたスズキ亜目か、それに近い形のものが「スズキ目」となる。「スズキ類」という表現も使われるが、これはスズキ属・スズキ科・スズキ亜目、あるいはスズキ目全般と、様々な範囲に対して用いられる。
本稿では、Nelson（2006）によりまとめられたスズキ亜目の体系を扱う。スズキ亜目の分類基準となる形質には二次的な変異や退化が多く入り混じり、下位分類は不確定なものが多い。それぞれの科をどの亜目に含めるか、またスズキ亜目内部における科同士の分離・統合が盛んに検討されており、以下に示す体系は暫定的なものに過ぎない。

### スズキ上科
スズキ上科 Percoidea は73科524属3,084種で構成される。
- ホソアカメ科 Centropomidae - 1属12種。
Nelson（1994）ではアカメ属が含まれ[3]、和名としてアカメ科があてられていた[2]。
- タカサゴイシモチ科 Ambassidae （Chandidae） - 8属46種。
- アカメ科 Latidae - アカメなど2属9種[1]。
- モロネ科 Moronidae - 3属8種[1]。
北大西洋・地中海沿岸に分布するニシウミスズキ・ホワイトバスが所属する。Nelson（2006）の体系ではスズキ Lateolabrax japonicus などスズキ属も暫定的に本科に含められるが、独立のスズキ科 Lateolabracidae として分離することも多い[4]。
- ペルキクティス科 Percichthyidae - 11属34種[1]。
分類学的位置付けに多くの問題を抱える一群。スズキ（L. japonicus）を本科に含め、和名をスズキ科とする見解もある[2]。また、Nelson（2006）の体系では、オヤニラミ（Coreoperca）およびケツギョ類（Siniperca）を本科あるいは Centropomidae 科に含めるか、ケツギョ科 Sinipercidae として分離するかは不確定とされている[1]。さらに、クシスミクイウオ属（Howella）を独立のクシスミクイウオ科 Hoewllidae として扱う場合もある[4]。
- Perciliidae 科 - 1属2種。
- ホタルジャコ科 Acropomatidae - ホタルジャコ・アカムツ・オオメハタなど8属31種。
温帯の深海に生息する比較的小型のグループ。ホタルジャコ属は腹部に発光器官をもち、肛門が腹鰭の基部に近い位置にある。
- カワリハナダイ科 Symphysanodontidae - 1属6種[1]。
- イシナギ科 Polyprionidae - 2属5種。
オオクチイシナギ・コクチイシナギなど深海性大型魚のグループ。
- ハタ科 Serranidae - キンギョハナダイ・サクラダイ・クエ・マハタ・アカハタなど3亜科64属475種。
スズキ亜目で最大の種数を誇るグループ。ミハラハナダイ属 Giganthias をミハラハナダイ科 Giganthiidae として分離する見解もある[4]。
- オニハタ科[4] Centrogeniidae - オニハタのみ1属1種。
- オニガシラ科 Ostracoberycidae - 1属3種。
- シキシマハナダイ科 Callanthiidae - 2属12種。
- メギス科 Pseudochromidae - 4亜科20属119種。
- グランマ科[2] Grammatidae - 2属12種。
- タナバタウオ科 Plesiopidae - 2亜科11属46種。
インド太平洋に分布。大きな口と細長い体を持つ。沿岸の岩礁に生息する。
- ノトグラプトゥス科[2] Notograptidae - 1属3種。
- アゴアマダイ科 Opistognathidae - カエルアマダイなど3属78種。
- ディノペルカ科[2] Dinopercidae - 2属2種。
- チョウセンバカマ科 Banjosidae - チョウセンバカマのみ1属1種。
別名はトゲナガイサキ。体高は高く、腹鰭は大きく黒い。背鰭棘・臀鰭第2棘は長い。
- サンフィッシュ科 Centrarchidae - オオクチバス・コクチバス・ブルーギルなど3亜科8属31種。
- ペルカ科[2] Percidae - ヨーロピアンパーチ・イエローパーチなど3亜科10属201種。
- キントキダイ科 Priacanthidae - キントキダイ・ホウセキキントキ・クルマダイなど4属18種。
世界中の熱帯・亜熱帯海域に18種が知られる。眼球が大きく、口は大きく斜め上に開く。
- テンジクダイ科 Apogonidae - マトイシモチ・クロイシモチ・テンジクダイ・ネンブツダイなど2亜科23属273種。
海水魚が多いが淡水・汽水魚もおり、世界中に300種以上を含む。10cm 以下の小型種が多い。マウスブルーダーで、卵は雄が口の中で保護する。
- ヤセムツ科 Epigonidae - 6属25種。
- キス科 Sillaginidae - シロギス（キス）・アオギス・ホシギスなど3属31種。
インド太平洋の沿岸域に30種ほどが知られるグループ。口が小さく、体つきが細長い。背鰭は二つに完全に分かれ、臀鰭が前後に長い。食用種が多い。
- キツネアマダイ科 Malacanthidae - キツネアマダイ・アカアマダイなど2亜科5属40種。
ほとんどすべてが海水魚で、水深 50-200m 程度のやや深い海底に生息する。砂地の海底にトンネルを掘って生活する。背鰭は前後に長く連なり、臀鰭もやや長い。アマダイ亜科とキツネアマダイ亜科に分けられるが、前者をアマダイ科 Branchiostegidae として分割する場合もある[4]。
- アクタウオ科[2] Lactariidae - アクタウオのみ1属1種。
- ディノレーステース科[2] Dinolestidae - ロングフィンパイクのみ1属1種。
- ムツ科 Scombropidae - 1属3種。
- オキスズキ科 Pomatomidae - オキスズキのみ1属1種。
- ネーマティスティウス科[2] Nematistiidae - ルースターフィッシュのみ1属1種。
- シイラ科 Coryphaenidae - 1属2種。
- スギ科 Rachycentridae - スギのみ1属1種。
- コバンザメ科 Echeneidae - コバンザメ・クロコバン・シロコバンなど4属8種。
- アジ科 Carangidae - コバンアジ・イケカツオ・マアジ・ブリなど4亜科32属140種。
- ギンカガミ科 Menidae - ギンカガミのみ1属1種。
- ヒイラギ科 Leiognathidae - ヒイラギ・オキヒイラギ・コバンヒイラギ・ネッタイヒイラギなど3属30種。
- シマガツオ科 Bramidae - シマガツオ・ヒレジロマンザイウオ・ベンテンウオ・リュウグウノヒメなど2亜科7属22種。
- ヤエギス科 Caristiidae - 2属5種。
- ハチビキ科 Emmelichthyidae - ハチビキなど3属15種。
- フエダイ科 Lutjanidae - フエダイ・ハマダイ・スジタルミ・アオチビキなど4亜科17属105種。
- タカサゴ科 Caesionidae - タカサゴなど4属20種[1][4]。
- マツダイ科 Lobotidae - 2属5種。
- クロサギ科 Gerreidae - クロサギ・ダイミョウサギなど8属44種。
暖海性で、小型-中型の海水魚。沿岸性で汽水域にも進出する。吻を前方に長く突き出し、砂中の無脊椎動物を吸い込んで捕食する。
- イサキ科 Haemulidae - イサキ・コロダイ・コショウダイ・シマセトダイなど17属145種。
熱帯の海を中心に約150種が知られる大きなグループ。体は平たく、背鰭は前後に分かれず連続的。尾鰭はV字状で胸鰭が尖る。尖った歯が並ぶ口は小さく、口唇が厚い。
- イネルミア科[2] Inermiidae - 2属2種。
- イトヨリダイ科 Nemipteridae - イトヨリダイ・ヒトスジタマガシラなど5属64種。
温暖な海域のサンゴ礁や深海底に60種以上が知られる。尾鰭上端が細長く伸びるものが多い。
- フエフキダイ科 Lethrinidae - ハマフエフキ・シロダイ・ノコギリダイ・メイチダイなど5属39種。
太平洋西部からインド洋の熱帯の海に数十種が知られる。主に沿岸部の岩礁に生息する。
- タイ科 Sparidae - マダイ・チダイ・キダイ・クロダイ・ヘダイなど33属115種。
ほとんどが海産魚で、世界中の熱帯から温帯の海に生息する100種以上を含む大きな科。体長 1m を超えるものもいる。背鰭は二つに分かれず連続的。雌雄同体か、成長とともに性転換をする。
- ケントラカントゥス科[2] Centracanthidae - 2属8種。
- ツバメコノシロ科 Polynemidae - ツバメコノシロなど8属41種。
- ニベ科 Sciaenidae - ニベ・シログチ・オオニベなど70属270種。
世界中の海に生息し、200種以上を含む。背鰭が前後2つに分かれ、前部が発達する。
- ヒメジ科 Mullidae - ヒメジ・アカヒメジ・ヨメヒメジ・マルクチヒメジ・オジサン・ホウライヒメジ・オキナヒメジなど6属62種。
- ハタンポ科 Pempheridae - キンメモドキ・ミナミハタンポなど2属26種。
太平洋・インド洋・大西洋の西部に生息。平たい体・大きな眼球・前後に短い背鰭などが特徴。
- アオバダイ科 Glaucosomatidae - 1属4種。
- レプトブラマ科[2] Leptobramidae - ビーチサーモンのみ1属1種。
- ソコニシン科 Bathyclupeidae - 1属5種。
- ヒメツバメウオ科 Monodactylidae - 2属5種。
- テッポウウオ科 Toxotidae - 1属6種。
- マルスズキ科[2] Arripidae - 1属4種。
- Dichistiidae 科 - 1属2種。
- イスズミ科 Kyphosidae - メジナ・イスズミなど5亜科16属45種。
全世界の海に生息し、藻類を食べる植物食性と、海底の無脊椎動物を捕食する動物食性のグループがいる。
- スダレダイ科 Drepaneidae - 1属2または3種。
- チョウチョウウオ科 Chaetodontidae - 11属122種。
- キンチャクダイ科 Pomacanthidae - 8属82種。
- エノプロスス科[2] Enoplosidae - オールドワイフのみ1属1種。
- カワビシャ科 Pentacerotidae - カワビシャ・ツボダイなど3亜科7属12種。
- ナンドゥス科[2] Nandidae - 3亜科4属21種。
Nelson（2006）では熱帯魚として知られる Dario 属および Badis 属を本科に含めているが、FishBaseなど独立の科（Badidae）として扱うこともある[5]． ウミタナゴ科
- カワスズメ科
- スズメダイ科Pomacentridae- 従来はベラ亜目に含められていたこともある。30属425種
- Polycentridae 科 - リーフフィッシュなど4属4種。
- シマイサキ科 Terapontidae - シマイサキ・コトヒキ・ヒメコトヒキなど16属48種。
インド太平洋に約50種が知られ、海水・汽水・淡水で棲み分ける。
- ユゴイ科 Kuhliidae - ユゴイ・オオクチユゴイ・ギンユゴイなど1属10種。
インド太平洋域に分布し、13種がそれぞれ淡水・汽水・沿岸浅海に棲み分ける。淡水生の種は降河回遊をおこない、汽水域や海で産卵すると考えられている。
- イシダイ科 Oplegnathidae - イシダイ・イシガキダイなど1属7種。
日本・オーストラリア・タスマニア・ガラパゴスなどの沿岸に局地的に生息する。歯が癒合し、短いくちばしの様になる。成体の背鰭は前部が狭く後部が幅広い。

### Cirrhitoidea 上科
Cirrhitoidea 上科は5科21属73種で構成される。
- ゴンベ科 Cirrhitidae - オキゴンベ・サラサゴンベ・クダゴンベなど12属33種。
インド太平洋・大西洋沿岸に生息する。沿岸部の岩礁やサンゴ礁に多く、鮮やかな体色の小型種が多い。
- キロネームス科[2] Chironemidae - ケルプフィッシュなど2属5種。
- アプロダクテュルス科[2] Aplodactylidae - 1属5種。
- タカノハダイ科 Cheilodactylidae - タカノハダイ・ユウダチタカノハ・ミギマキなど5属22種。
亜熱帯・温帯海域に分布する。体は側扁し、厚い唇と小さな口をもつ。
- ユメタカノハダイ科[2] Latridae - 3属8種。

### アカタチ上科
アカタチ上科 Cepoloidea にはアカタチ科のみ、1科4属19種が所属する。
- アカタチ科 Cepolidae - アカタチ・イッテンアカタチ・ソコアマダイなど2亜科4属19種。
大西洋ヨーロッパ沿岸・地中海・インド太平洋に分布。細長い体で、背鰭・臀鰭も長い。